# Abarema microcalyx
Abarema microcalyx és una espècie de llegum del gènere Abarema de la família Fabaceae.